# Twenty Eight
"Twenty Weight" é uma canção cantor e compositor canadense The Weeknd. A gravação ocorreu no Site Sound Studiso e foi mixado no Liberty Studios, ambos em Toronto. A canção foi produzida por Doc McKinney e Illangelo, sendo a instrumentação feita por este último. A canção é uma das três faixas bônus incluídas em cada um das compilações de Trilogy (2012). Seu lançamento ocorreu em 13 de novembro de 2012, através da XO e da Republic Records.

## Videoclipe
O vidoeclipe de "Twenty Eight" foi lançado em 13 de fevereiro de 2013, na conta Vevo do artista. Desde o lançamento, o vídeo conta com mais de 11 milhões de visualizações.

## Lista de faixas
| Download digital |                |                                            |                        |         |  |
| N.º              | Título         | Compositor(es)                             | Produtor(es)           | Duração |  |
| 1.               | "Twenty Eight" | Abel Tesfaye Doc McKinney Carlo Montagnese | Doc McKinney Illangelo | 4:18    |  |

## Créditos
Os créditos foram adaptados do Tidal. Trilogy.
- The Weeknd – composição, vocais
- Doc McKinney – composição, instrumentos, produção
- Carlo "Illangelo" Montagnese – composição, instrumentação, mixagem, produção

## Posições
| Tabela musical (2012-13)                      | Melhor posição |
| --------------------------------------------- | -------------- |
| UK Singles (Official Charts Company)          | 150            |
| US R&B/Hip-hop Digital Song Sales (Billboard) | 49             |

## Histórico de lançamento
| Região | Data                   | Formato          | Gravadora(s) | Ref.  |
| ------ | ---------------------- | ---------------- | ------------ | ----- |
| Mundo  | 13 de novembro de 2012 | Download digital | XO Republic  | [ 7 ] |